# SN 2011hz
SN 2011hz – supernowa typu Ia odkryta 3 listopada 2011 roku w galaktyce A085234+5515. W momencie odkrycia miała maksymalną jasność 18,20m.